# Jesús Tomillero Benavente
Jesús Tomillero Benavente (La Línea de Concepción, 24 de diciembre de 1994) es un árbitro español.

## Biografía
En 2015 recibió atención mediática al ser el primer árbitro de fútbol colegiado de España que se declaró abiertamente gay, siendo el primer árbitro profesional español y europeo en declararlo públicamente. Después de sus declaraciones, denunció haber recibido todo tipo de insultos y agresiones en los campos de fútbol y amenazas de muerte en las redes sociales. El caso está siendo investigado y policías de paisano vigilan su casa.
El 26 de marzo de 2016, Tomillero fue gravemente insultado por un jugador y por el encargado de material de la Peña Madridista Linense «B» durante un partido de la tercera división cadete con el El Mirador C.D. S.M. El delegado de campo no expulsó al encargado de material del campo, a pesar de que debería haber permanecido en el vestuario. Posteriormente, Tomillero fue amenazado e intimidado en el vestuario. Las sanciones que impuso la Real Federación Andaluza de Fútbol fueron, según el sindicato de árbitros, «absolutamente insignificantes»:

Multas irrisorias que no figuran en la web, pero que ya les adelantamos que serán probablemente inferiores a 30 €, y un número de partidos absolutamente humillante para nuestro compañero después de lo vivido. Como ejemplo los 9 partidos al encargado de material o los 4 al jugador nº 11 [...] Esto es solo una muestra de la intolerancia y la homofobia que existe en nuestro fútbol, tal es así que nos confirman desde varios medios de comunicación que el árbitro ha cancelado entrevistas debido a que desde su comité de árbitros ha sido advertido que puede ser apartado si continúa difundiendo el caso. Tal es así, que el compañero no ha accedido a participar y colaborar en la realización y difusión de esta noticia. Por ello, pedimos a todos los medios de comunicación del país y a las asociaciones que luchan por la igualdad que se hagan eco de esta noticia en portada y den voz a este árbitro silenciado. Nada nuevo para nosotros, indignante para quien lo descubra desde fuera de este mundo.

Debido a esta situación, a principios de mayo de 2016 dejó el arbitraje, tras incidentes similares ocurridos durante un partido de categoría 2ª Andaluza Juvenil.
Tras los apoyos recibidos, en 2016 volvió a arbitrar. Pero los insultos, ataques e incidentes se repitieron en un partido entre el Atlético Zabal de La Línea de la Concepción y el C.D. La Salle de Puerto Real de la segunda división infantil de Cádiz, cuando un árbitro que se encontraba entre el público tuvo que ser expulsado, lo que Tomillero consiguió sólo tras amenazas de cancelar el partido. Tras la vuelta del individuo al campo, Tomillero decidió suspender el partido. Posteriormente Enrique Huertas, afirmando pertenecer a la Real Federación Andaluza de Fútbol, exigió a Tomillero en el vestuario la continuación del partido, «si no tendré noticias de él». Las amenazas no pararon ahí, sino que se extendieron a las redes sociales, llegando a amenazas concretas de muerte con fotos de armas. Tomillero afirma que sigue sin recibir el apoyo de la Real Federación Andaluza de Fútbol o de la Federación española de Fútbol.
A principios de noviembre de 2016 circuló un bulo por Internet, en el que se empleó una imagen manipulada de su cuenta en Twitter para hacer creer que Tomillero se habría expresado de forma tránsfoba tras la muerte de La Veneno. El círculo de acosadores hizo circular el bulo con rapidez, antes de que se pudiera refutar como falso.
Ese mismo año fundó la asociación Roja Directa para combatir la homofobia en el deporte. Ha recibido varios premios y reconocimientos por la promoción de la diversidad. También ha recibido apoyos tan dispares como los de Mariano Rajoy, Paula Vázquez, Iker Casillas o Pablo Iglesias.

## Trayectoria

### Programas de televisión
| Programas de televisión | Programas de televisión | Programas de televisión | Programas de televisión |
| Año                     | Título                  | Cadena                  | Notas                   |
| ----------------------- | ----------------------- | ----------------------- | ----------------------- |
| 2016                    | Salvame Snow Week       | Telecinco               | Concursante             |
| 2017                    | Sálvame Deluxe          | Telecinco               | Invitado                |